# 扬·布鲁莫夫斯基
扬·布鲁莫夫斯基（捷克語：Jan Brumovský，1937年6月26日—），捷克男子足球运动员，场上位置是前锋。他曾代表捷克斯洛伐克国奥队参加1964年夏季奥林匹克运动会足球比赛，获得一枚银牌。